# یوتوپیا (آلبوم بیورک)
یوتوپیا (به انگلیسی: Utopia) نهمین آلبوم استودیویی از خوانندهٔ ایسلندی بیورک می‌باشد که در ۲۴ نوامبر سال ۲۰۱۷ از سوی وان لیتل ایندیپندنت رکوردز در بریتانیا و از سوی اورچرد در ایالات متحده منتشر گردید. بخش عمدهٔ تهیه و تولید یوتوپیا بر عهدهٔ بیورک و تهیه‌کنندهٔ موسیقی الکترونیک ونزوئلایی آرکا بوده‌است. این اثر به‌دلیل تهیه‌کنندگی، ترانه‌سرایی و آوازهای بیورک مورد ستایش منتقدان موسیقی قرار گرفت و بعدها نامزد جایزهٔ بهترین آلبوم موسیقی آلترناتیو در شصت‌ویکمین مراسم اهدای جوایز گرمی شد؛ این افتخار هشتمین نامزدی پیاپی بیورک در این شاخه محسوب می‌شود.